# طبیعت وحش

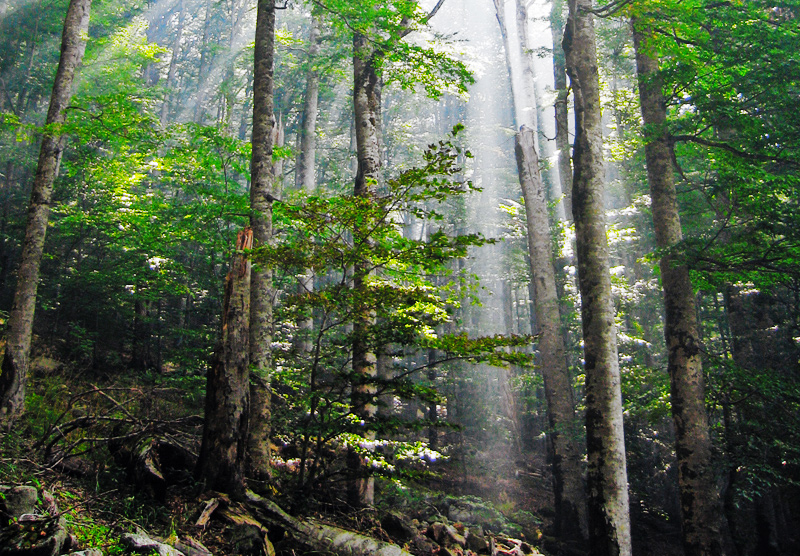
رشد گونهٔ راش اروپایی در پارک ملی بیوگرادسکا گورا، مونته‌نگرو

طبیعت وحش یا وحش‌بوم (به انگلیسی: Wilderness) به قسمت‌هایی از محیط طبیعی زمین گفته می‌شود که به‌شکل قابل توجهی توسط فعالیت‌های انسانی تغییر نکرده‌اند یا هر خشکی غیرشهری‌ای که تحت کشت قابل توجه کشاورزی نباشد.